# Thiên hà xoắn ốc trung gian

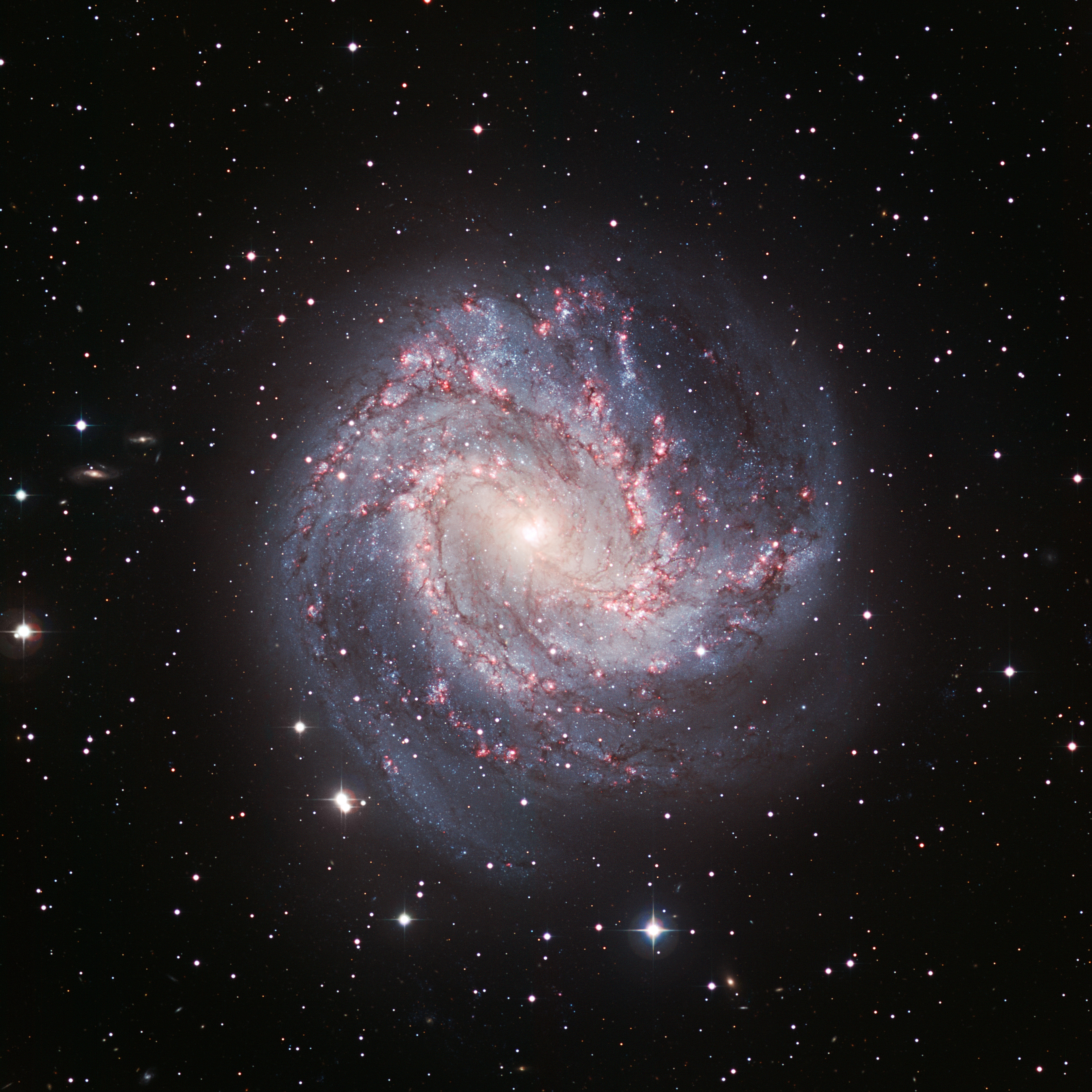
Thiên hà Mesier là một thiên hà xoắn ốc trung gian loại SABc nằm ở chòm sao Trường Xà

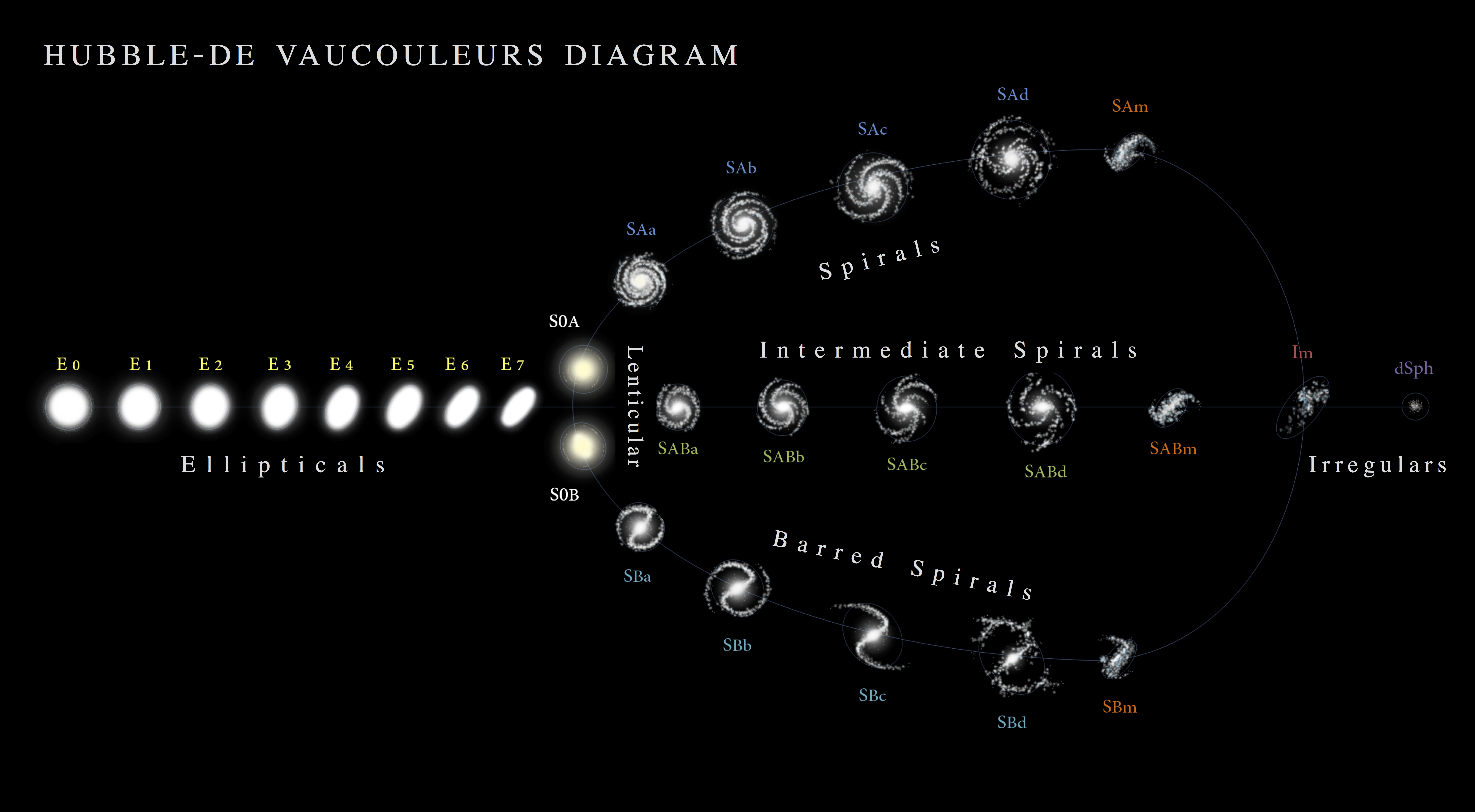
Chuỗi Hubble phân loại các loại thiên hà

Thiên hà xoắn ốc trung gian là loại thiên hà vừa có các đặc điểm một thiên hà xoắn ốc gãy khúc và một thiên hà xoắn ốc bình thường. Nhà thiên văn học người Pháp Gerard de Vaucouleurs đưa ra một hệ thống phân loại hình thái ngân hà và chỉ định của nó là SAB. Và SAB0, SABa, SABb hoặc SABc, là các tên con dựa trên hình thái, sự nổi bật tương đối, điểm phình trung tâm của ngân hà trong chuỗi Hubble đối với thiên hà xoắn ốc gãy khúc hay thiên hà xoắn ốc không gãy khúc.

## Ví dụ
Dưới đây là một số các thiên hà xoắn ốc trung gian và bảng phân loại các thiên hà theo các tên con làm mẫu:

### A
Arp 87
Arp 240

### I
IC 342
NGC 2207 và IC 2163

### M
Maffei 2
Messier 58
Messier 61
Messier 65
Messier 66
Messier 83
Messier 90
Messier 96
Messier 98
Messier 100
Messier 101
Messier 106

### N
NGC 21
NGC 48
NGC 95
NGC 101
NGC 132
NGC 182
NGC 191
NGC 210
NGC 214
NGC 234
NGC 247
NGC 278
NGC 309
NGC 319
NGC 341
NGC 356
NGC 514
NGC 1042
NGC 1087
NGC 1169
NGC 1232
NGC 1409
NGC 1566
NGC 1637
NGC 1808
NGC 1964
NGC 2082
NGC 2207
NGC 2276
NGC 2403
NGC 2442/2443
NGC 2613
NGC 2623
NGC 2715
NGC 3041
NGC 3054
NGC 3227
NGC 3274
NGC 3310
NGC 3344
NGC 3486
NGC 3521
NGC 3596
NGC 3697
NGC 3718
NGC 3726
NGC 3982
NGC 4051
NGC 4088
NGC 4102
NGC 4151
NGC 4216
NGC 4242
NGC 4444
NGC 4527
NGC 4536
NGC 4559
NGC 4625
NGC 4654
NGC 4699
NGC 4725
NGC 4777
NGC 4780
NGC 5005
NGC 5248
NGC 5300
NGC 5371
NGC 5585
NGC 5665
NGC 5985
NGC 6328
NGC 6744
NGC 6814
NGC 6946
NGC 6975
NGC 7001
NGC 7038
NGC 7047
NGC 7060
NGC 7752
NGC 7753

### P
Pinwheel Galaxy

### S
Sculptor Galaxy
| Example          | Type      | Image                                                                                 | Information                                                     | Notes                                      |
| ---------------- | --------- | ------------------------------------------------------------------------------------- | --------------------------------------------------------------- | ------------------------------------------ |
| Còn trống        | SAB0-     | Còn trống                                                                             | SAB0- là một thiên hà dạng thấu kính                            | Còn trống                                  |
| Còn trống        | SAB0      | Còn trống                                                                             | SAB0 là một thiên hà dạng thấu kính                             | Còn trống                                  |
| Còn trống        | SAB0+     | Còn trống                                                                             | SAB0+ là một thiên hà dạng thấu kính                            | Còn trống                                  |
| Còn trống        | SAB0/a    | Còn trống                                                                             | SAB0/a có thể được xem là thiên hà dạng thấu kính trung gian    | Còn trống                                  |
| Messier 65       | SABa      |                                                                                       | Còn trống                                                       | M65 là một thiên hà loại SAB(rs)a          |
| NGC 4725         | SABab     |                                                                                       | Còn trống                                                       | NGC 4725 là một thiên hà loại SAB(r)ab     |
| Messier 66       | SABb      |                                                                                       | Còn trống                                                       | M66 là một thiên hà loại SAB(s)b           |
| Messier 106      | SABbc     |                                                                                       | Còn trống                                                       | M106 là một thiên hà loại SAB(s)bc         |
| Sculptor Galaxy  | SABc      |                                                                                       | Còn trống                                                       | Sculptor là một thiên hà loại SAB(s)c      |
| NGC 2403         | SABcd     |                                                                                       | Còn trống                                                       | NGC 2403 là một thiên hà loại SAB(s)cd     |
| Còn trống        | SABd      | Còn trống                                                                             |                                                                 | Còn trống                                  |
| Còn trống        | SABdm     | Còn trống                                                                             | SABdm có thể được xem là thiên hà xoắn ốc Magellanic trung gian | Còn trống                                  |
| NGC 4625         | SABm      |                                                                                       | SABm là thiên hà xoắn ốc Magellanic (Sm)                        | NGC 4625 là một thiên hà loại SAB(rs)m pec |
| Fireworks Galaxy | SAB(rs)cd | NGC6946 Galaxy from the Mount Lemmon SkyCenter Schulman Telescope courtesy Adam Block | Còn trống                                                       | NGC 4625 là một thiên hà loại SAB(rs)cd    |